# Inde Navarrette
Danielle Fabiola Navarrette (Tucson, Arizona, Estados Unidos, 3 de marzo de 2001), más conocida como Inde Navarrette, es una actriz estadounidense, de ascendencia australiana y mexicana, de cine y televisión. Hizo su debut en la serie Denton's Death Date en 2019. Es conocida por sus papeles de Estela de la Cruz en la cuarta temporada de la serie 13 Reasons Why (2020) y por interpretar a Sarah Cushing en la serie Superman & Lois (2021).

## Primeros años
De madre australiana, padre mexicano y con cuatro hermanos menores, Navarrette nació en Tucson, Arizona, pero pasó gran parte de su juventud en Visalia, ya que su padre, que creció en el Condado de Tulare, era Infante de marina, por lo que se mudó mucho cuando era niña, hasta que sus padres se separaron. Tras estudiar su primer año en el Mount Whitney High School, se trasladó a Los Ángeles para terminar la escuela y lanzar su carrera como actriz.

## Carrera
Inde comenzó actuando en comerciales a la edad de 16 años. En 2018, participó en el cortometraje Cross Words Together de Shubham Sanjay Shevade. Un año más tarde protagonizó la serie de comedia original de Snapchat Denton's Death Date, y participó en el Sundance Directors Lab del Festival de Cine de Sundance, que incluyó a Robert Redford, Christine Lahti y Ed Harris como mentores.
El año 2020 hizo su debut en el cine en la película Wander Darkly de Tara Miele, protagonizada por Sienna Miller y Diego Luna, y realizó su primer papel importante en televisión interpretando a Estela de la Cruz en la cuarta temporada de la serie 13 Reasons Why de Netflix. El año 2021 fue confirmada como parte del elenco principal de la serie de The CW Superman & Lois, donde interpreta a Sarah Cushing, hija de Kyle y de Lana Lang.

## Vida personal
Su nombre fue puesto por su madre como una abreviatura de la palabra "independent" (independiente). Se dedica a la pintura en acrílico desde pequeña y cuando niña practicó fútbol, sóftbol y gustaba de leer cómics. Es amante de la adrenalina, por lo que practica paracaidismo, puenting y snowboard.

## Filmografía

### Cine
| Año  | Título                 | Papel | Director(a)  |
| ---- | ---------------------- | ----- | ------------ |
| 2020 | Wander Darkly          | Ellie | Tara Miele   |
| TBA  | Kids of the Black Hole | Emma  | Dyllan Ellis |

### Televisión
| Año  | Título              | Papel             | Notas                              |
| ---- | ------------------- | ----------------- | ---------------------------------- |
| 2019 | Denton's Death Date | Veronica          | Personaje principal, 10 episodios  |
| 2020 | 13 Reasons Why      | Estela de la Cruz | Cuarta temporada, 9 episodios      |
| 2021 | Superman & Lois     | Sarah Cushing     | personaje secundario, 13 episodios |

### Cortometrajes
- 2018: Cross Words Together
- 2020: Cranberry Nights[5]